# 2014년 동계 올림픽 개최지 선정

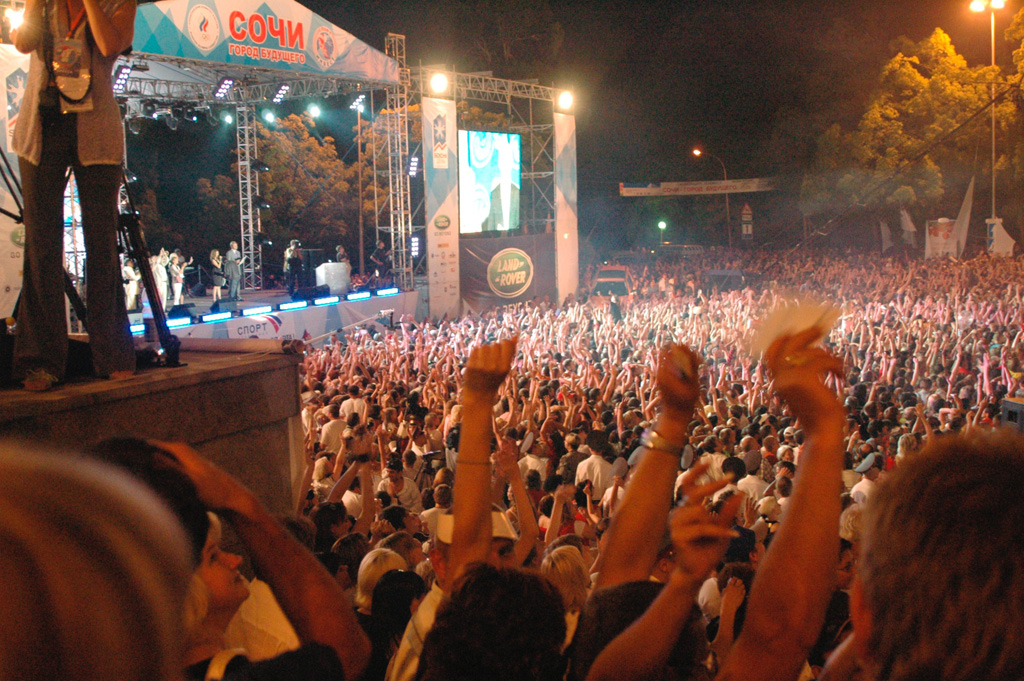
2007년 7월 4일, 소치 주민들이 2014년 동계 올림픽 개최지가 소치로 결정된 것을 축하하고 있다.

소치는 2007년 7월 4일 (현지 시각), 과테말라 과테말라 시에서 열린 제119차 국제올림픽위원회 (IOC) 총회에서 오스트리아의 잘츠부르크, 대한민국의 평창, 그리고 러시아의 소치가 참가한 2014년 동계 올림픽 유치 과정에서 개최지로 결정되었다. 이로써 러시아 연방은 사상 처음으로 동계 올림픽을 유치하게 되었다. 소비에트 연방은 모스크바 내외에서 개최된 1980년 하계 올림픽의 개최국이었다.
| “ | The International Olympic Committee has the honor of the announcing that the 22nd Olympic Winter Games in 2014 are awarded to the city of 'Sochi.' (국제올림픽위원회는 2014년에 열리는 제 22회 동계 올림픽 개최지로 '소치'로 발표해서 영광입니다.) | ” |

| 후보 도시  | NOC        | 1차 투표 | 2차 투표 |
| 소치       | 러시아     | 34       | 51       |
| 평창       | 대한민국   | 36       | 47       |
| 잘츠부르크 | 오스트리아 | 25       |          |